# Hansjakob Lill
Hansjakob Lill (* 6. März 1913 in München; † 21. Februar 1967 ebenda) war ein deutscher Architekt.

## Leben
Seine Eltern waren der Kunsthistoriker Georg Lill, Direktor des Bayerischen Landesamts für Denkmalpflege, und Maria Lill geb. Berten. Beide elterliche Familien stammen aus Würzburg.
Von 1932 bis 1937 studierte Lill an der Technischen Hochschule München bei Adolf Abel, German Bestelmeyer und Hans Döllgast. Bereits während des Studiums arbeitete er in den Büros von Hans Döllgast und Sep Ruf. 1937 schloss er das Studium mit der Diplom-Hauptprüfung ab und begann ein Referendariat in der Staatlichen Hochbauverwaltung, das er mit dem Zweiten Staatsexamen zum Regierungsbaumeister (Assessor im Bauwesen) abschloss.
1939 heiratete er in München die Pianistin Wilhelmine (Helma) Küchle (1915–2004), eine Tochter von Wilhelm Küchle, Direktor der Hackerbrauerei, und Marietta Küchle geb. Zettler. Ab 1941 kämpfte er als Soldat im Zweiten Weltkrieg. Nach der Entlassung aus US-amerikanischer Kriegsgefangenschaft 1946 war er freiberuflich tätig, zunächst auch gleichzeitig Mitarbeiter von Hermann Leitenstorfer an der Technischen Hochschule München.
Ab den 1950er Jahren galt er zusammen mit Sep Ruf und Thomas Wechs als einer der Pioniere des neuen katholischen Kirchenbaus. Insbesondere seine Neubauten, die nach dem Zweiten Vatikanischen Konzil den Wortaltar in die Mitte des Raumes rückten, sind wichtige Zeugen des damaligen Kirchenbaus.
Hansjakob Lill starb im Alter von knapp 54 Jahren nach schwerer Krankheit und wurde auf dem Bogenhausener Friedhof in München beigesetzt (Grab Nr. 135). Viele seiner begonnenen Bauvorhaben wurden von seinem Bruder, dem Kölner Architekten Fritz Lill, vollendet. Das große Engagement Lills in der Deutschen Gesellschaft für christliche Kunst und in der Société Internationale des Artistes Chrétiens (SIAC) führte seine Witwe Helma Lill über viele Jahrzehnte fort.

## Werke
- 1946: Gedenkstätte für die Widerstandskämpfer gegen den Nationalsozialismus Ludwig Freiherr von Leonrod, Alfred Delp, Hermann Wehrle und Franz Sperr im Bogenhausener Friedhof in München
- 1947–1950: Pfarrkirche Herz Jesu in Berg (Starnberger See), Ortsteil Höhenrain
- 1947–1950: Benediktinerinnen-Abtei-Kirche St. Gertrud in Tettenweis bei Pocking
- 1954: Pfarrkirche Zu den heiligen Engeln in München-Giesing
- 1954: Rischarts Backhaus (Geschäftshaus Marienplatz 18) in München (Fassade mit Marianne Müller-Rischart und Johannes Segieth)
- 1957–1958: Erzbischöfliches Ordinariat in München
- 1958: Pfarrkirche St. Willibald in München-Laim
- 1958: Parkhaus am Stachus
- 1960: Pfarrkirche St. Josef in Feld am See, Österreich
- 1962: Pfarrzentrum St. Josef in Nördlingen
- 1963: Pfarrkirche St. Nikolaus in München-Hasenbergl
- 1963–1964: Pfarrkirche St. Martin in Ebenhausen
- 1963–1965: Stadtpfarrkirche St. Peter in Passau
- 1963–1965: St. Andreas in Lampertheim, Restaurierung mit Neubau der Pater Delp-Kapelle
- 1964: Pfarrkirche St. Helena in München-Giesing
- 1969–1970: St. Marien in Schwelm, nach seinem Tod von seinem Bruder Fritz Lill aus Köln fertiggestellt

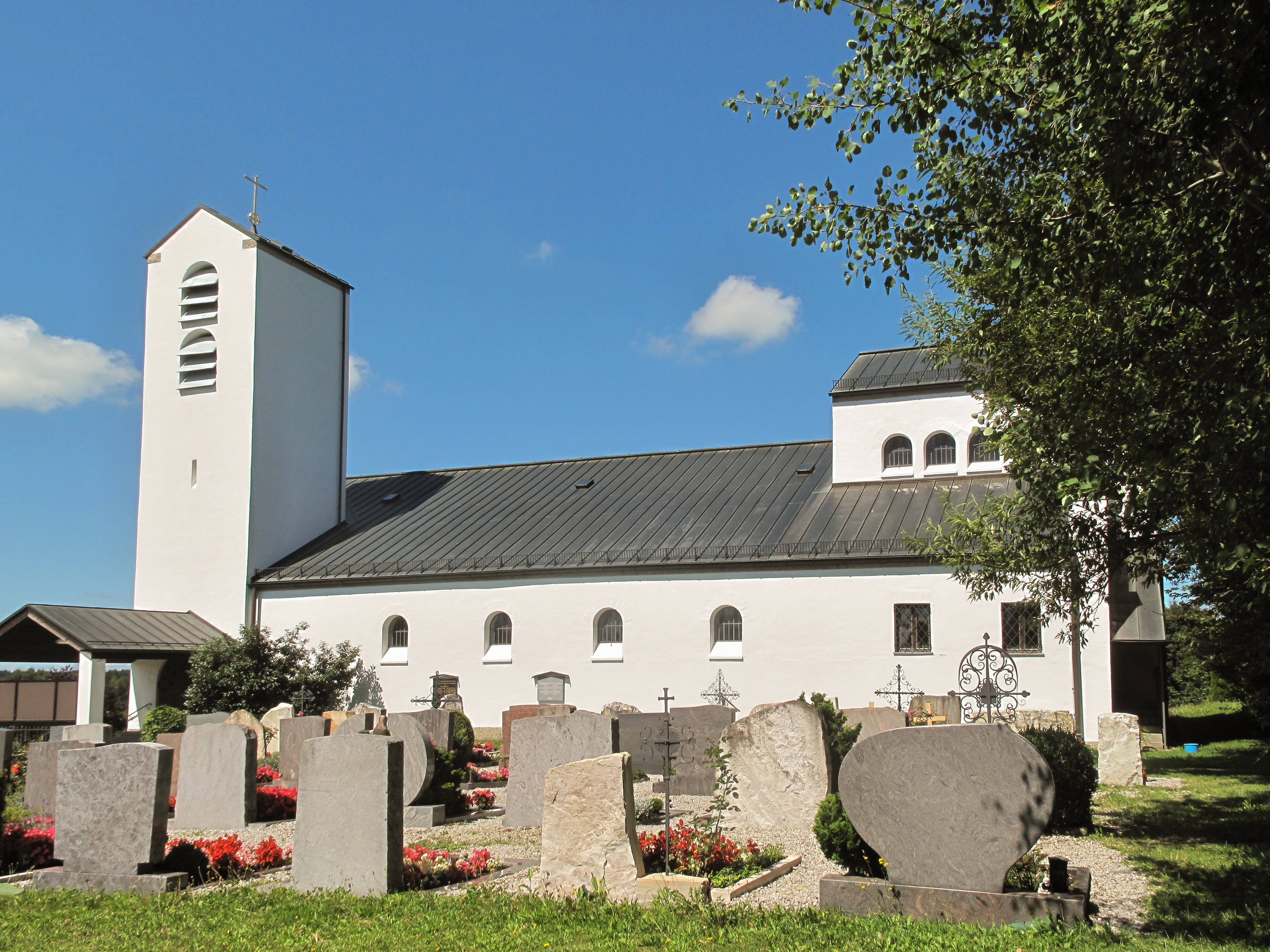
Herz-Jesu-Kirche in (Berg-)Höhenrain
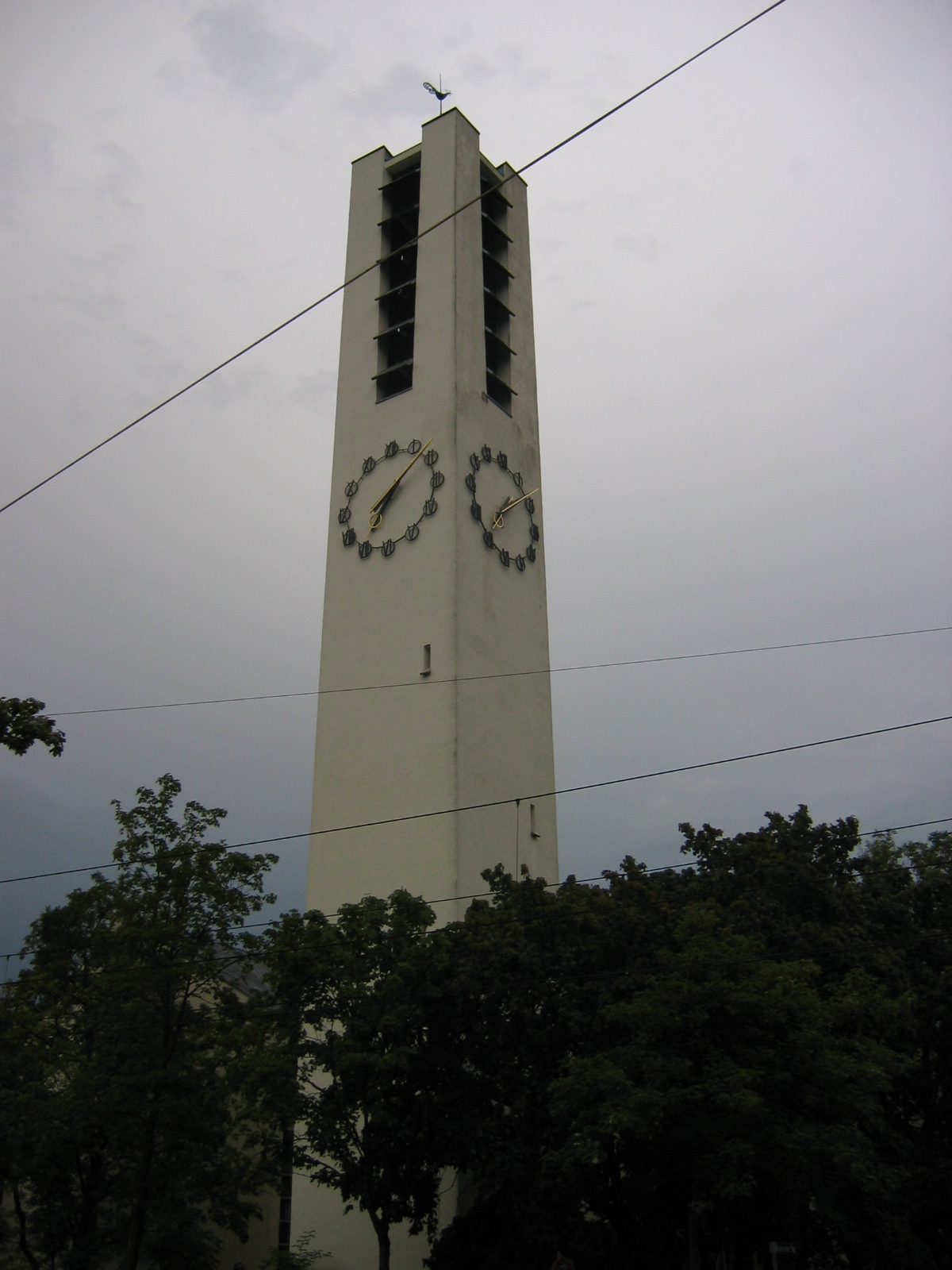
St. Willibald in München-Laim
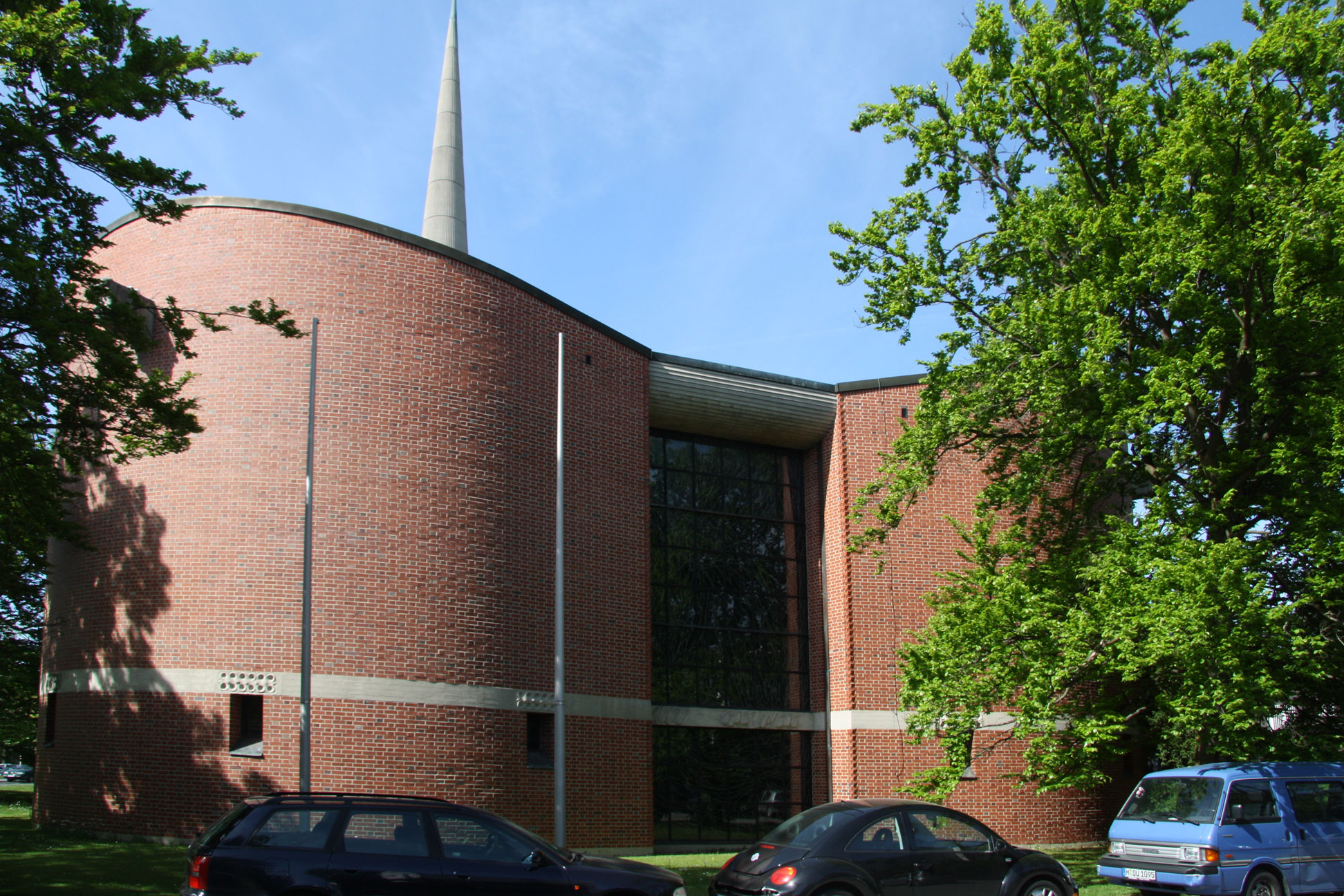
St. Nikolaus in München
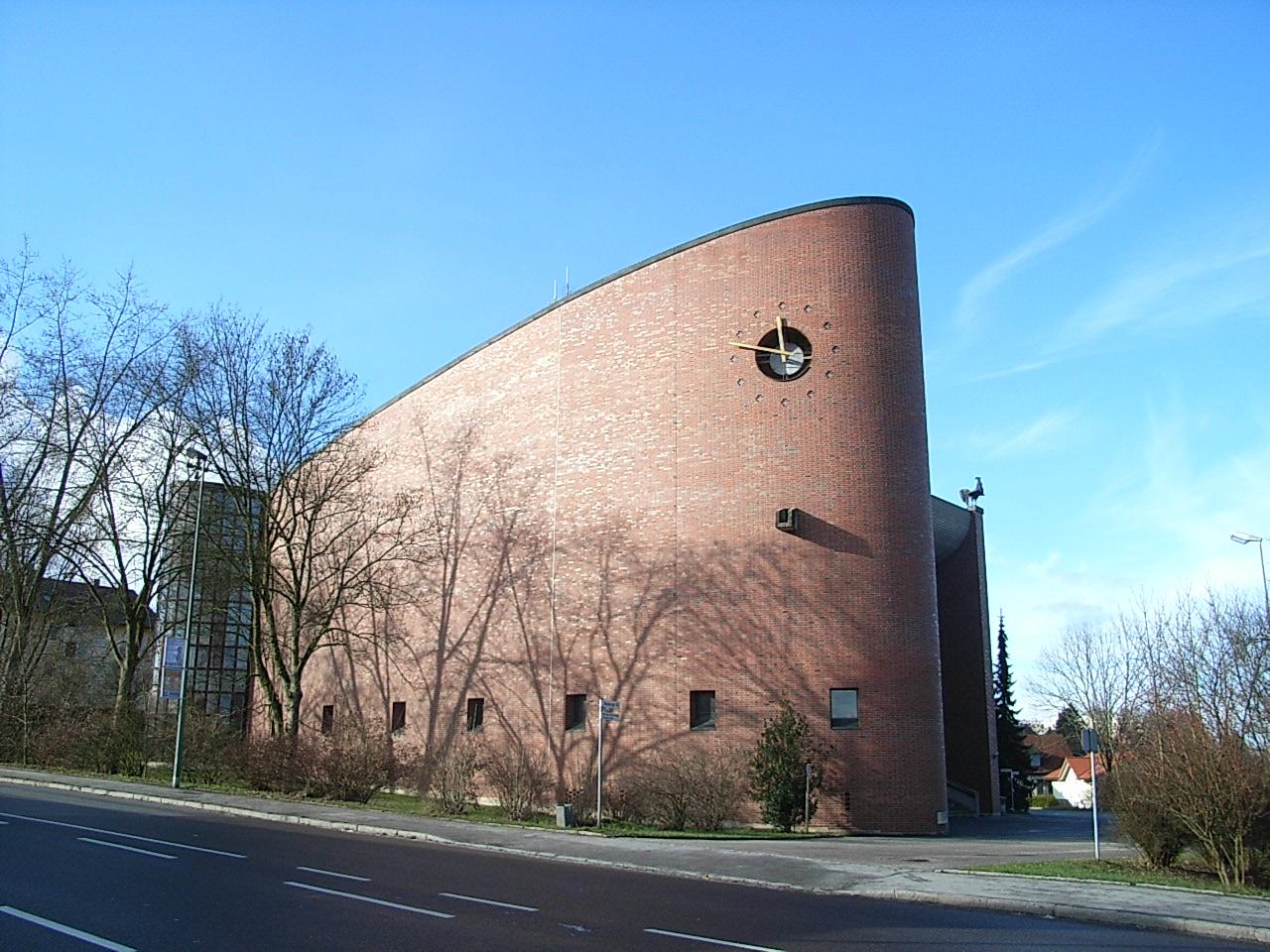
St. Peter in Passau
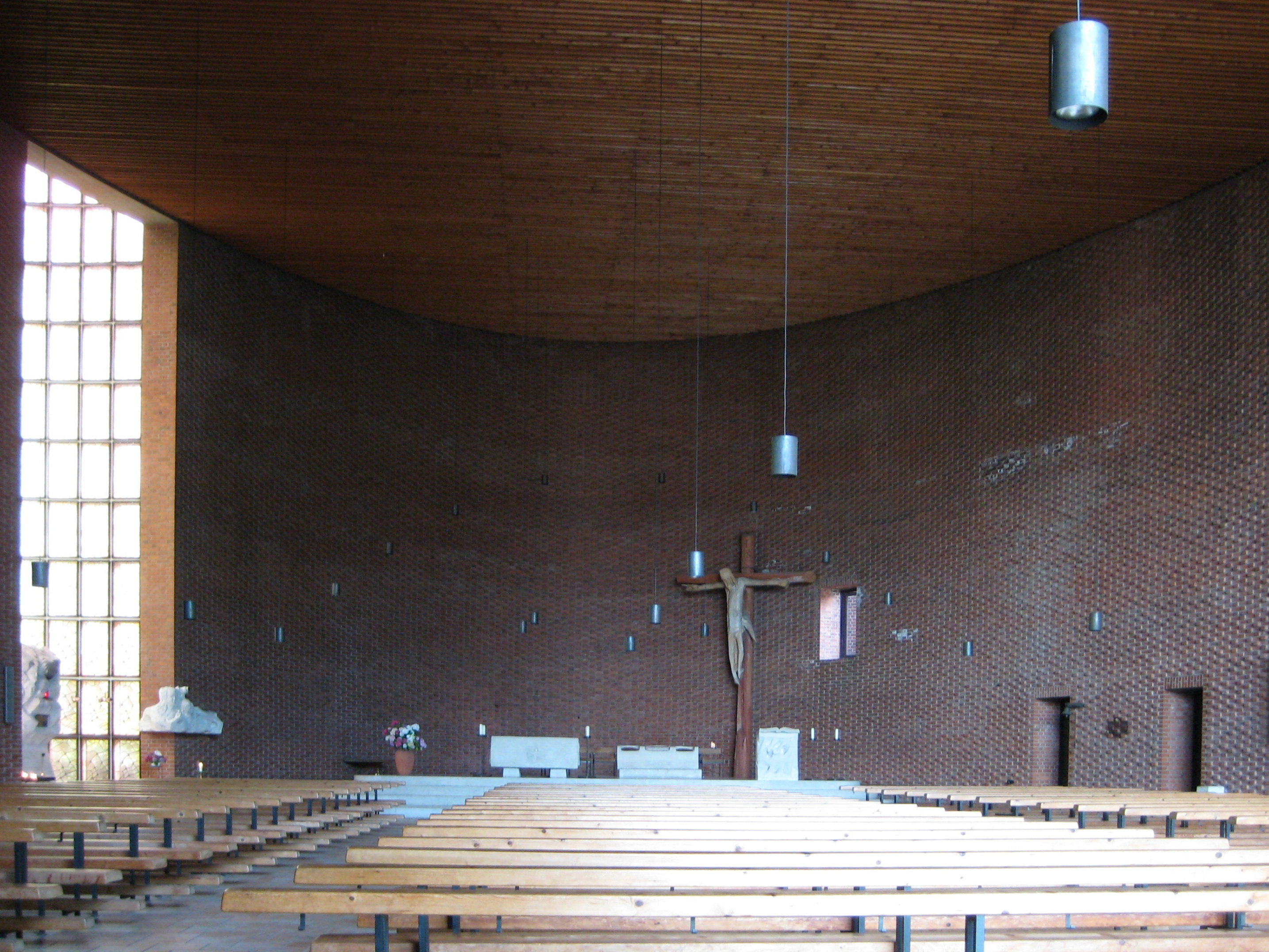
St. Peter in Passau, Innenraum
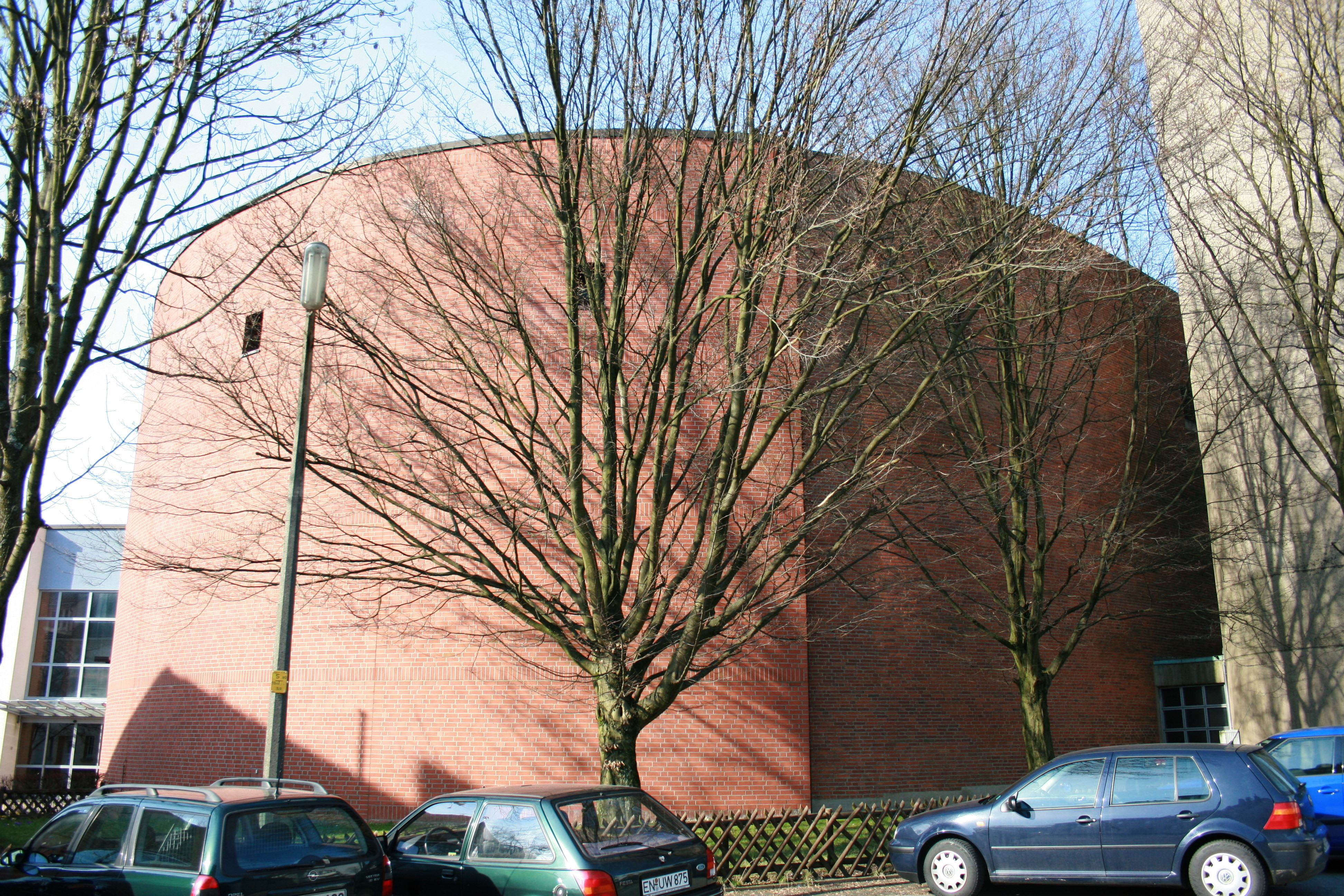
St. Marien in Schwelm